# Belgische kampioenschappen indoor atletiek 2021
In 2021 werden de Belgische kampioenschappen indoor atletiek Alle Categorieën gehouden op zaterdag 20 februari in Louvain-la-Neuve. Door de maatregelen ten gevolge van de coronapandemie konden slechts een beperkt aantal atleten deelnemen, wat bij sommige atleten tot onvrede leidde.
Tijdens deze kampioenschappen verbeterde Fanny Smets haar Belgische record polsstokhoogspringen naar 4,53 m. Dit was onvoldoende voor deelname aan de Europese kampioenschappen indooratletiek later dat jaar. Cynthia Bolingo Mbongo op de 400 m, Renée Eykens en Elise Vanderelst op de 800 m en John Heymans op de 3000 m liepen wel het minimum. Michael Somers liep ook onder het minimum, maar was pas vierde Belg.

## Uitslagen

### 60 m
| rang   | atleet          | prestatie |
| ------ | --------------- | --------- |
| Goud   | Antoine Snyders | 6,87 s    |
| Zilver | Camille Snyders | 6,90 s    |
| Brons  | Raphael Kapenda | 6,92 s    |

| rang   | atlete          | prestatie |
| ------ | --------------- | --------- |
| Goud   | Rani Rosius     | 7,39 s    |
| Zilver | Cassandre Evans | 7,90 s    |

### 200 m
| rang   | atleet             | prestatie |
| ------ | ------------------ | --------- |
| Goud   | Robin Vanderbemden | 21,22 s   |
| Zilver | Antoine Snyders    | 21,42 s   |
| Brons  | Camille Snyders    | 21,58 s   |

| rang   | atlete           | prestatie |
| ------ | ---------------- | --------- |
| Goud   | Imke Vervaet     | 23,51 s   |
| Zilver | Justine Goossens | 23,84 s   |
| Brons  | Manon Depuydt    | 23,99 s   |

### 400 m
| rang   | atleet            | prestatie |
| ------ | ----------------- | --------- |
| Goud   | Alexander Doom    | 47,00 s   |
| Zilver | Christian Iguacel | 47,16 s   |
| Brons  | Dylan Owusu       | 48,60 s   |

| rang   | atlete                 | prestatie |
| ------ | ---------------------- | --------- |
| Goud   | Cynthia Bolingo Mbongo | 52,72 s   |
| Zilver | Camille Laus           | 53,27 s   |
| Brons  | Hanne Maudens          | 53,52 s   |

### 800 m
| rang | atleet         | prestatie |
| ---- | -------------- | --------- |
| Goud | Eliott Crestan | 1.46,83   |

| rang   | atlete           | prestatie |
| ------ | ---------------- | --------- |
| Goud   | Renée Eykens     | 2.02,24   |
| Zilver | Elise Vanderelst | 2.02,50   |
| Brons  | Mirte Fannes     | 2.04,68   |

### 1500 m
| rang   | atleet           | prestatie |
| ------ | ---------------- | --------- |
| Goud   | Ruben Verheyden  | 3.46,15   |
| Zilver | Tim Van de Velde | 3.46,33   |
| Brons  | Oussama Lonneux  | 3.46,40   |

### 3000 m
| rang   | atleet          | prestatie |
| ------ | --------------- | --------- |
| Goud   | John Heymans    | 7.51,71   |
| Zilver | Michael Somers  | 7.52,67   |
| Brons  | Thomas Vanoppen | 8.24,44   |

### 60 m horden
| rang | atleet                | prestatie |
| ---- | --------------------- | --------- |
| Goud | Nolan Vancauwemberghe | 8,08 s    |

| rang   | atlete        | prestatie |
| ------ | ------------- | --------- |
| Goud   | Anne Zagré    | 8,09 s    |
| Zilver | Eline Berings | 8,12 s    |
| Brons  | Noor Vidts    | 8,33 s    |

### Hoogspringen
| rang | atleet        | prestatie |
| ---- | ------------- | --------- |
| Goud | Thomas Carmoy | 2,25 m    |

| rang   | atlete     | prestatie |
| ------ | ---------- | --------- |
| Goud   | Merel Maes | 1,91 m    |
| Zilver | Noor Vidts | 1,77 m    |

### Polsstokhoogspringen
| rang   | atlete      | prestatie   |
| ------ | ----------- | ----------- |
| Goud   | Fanny Smets | 4,53 m (NR) |
| Zilver | Lola Lepère | 3,95 m      |

### Kogelstoten
| rang | atlete          | prestatie |
| ---- | --------------- | --------- |
| Goud | Cassandre Evans | 12,72 m   |

1985 ·
1986 ·
1987 ·
1988 ·
1989 ·
1990 ·
1991 ·
1992 ·
1993 .
1994 ·
1995 .
1996 ·
1997 ·
1998 .
1999 ·
2000 .
2001 · 
2002 · 
2003 · 
2004 · 
2005 · 
2006 · 
2007 · 
2008 · 
2009 · 
2010 · 
2011 · 
2012 · 
2013 · 
2014 ·
2015 ·
2016 ·
2017 ·
2018 ·
2019 ·
2020 ·
2021 ·
2022 ·
2023 ·
2024 ·
2025